# Estat de la Unió
L'Estat de la Unió, coneguda també com a Unió de Rússia i Belarús, és una entitat supranacional entre Rússia i Belarús, amb l'objectiu declarat d'aprofundir la relació entre els dos estats mitjançant la integració en la política econòmica i de defensa. Originalment, l'Estat de la Unió tenia com a objectiu crear una confederació, però actualment tots dos països conserven la seva independència. Durant les dues últimes dècades s'han fet passos en la integració, com el reconeixement mutu dels visats, la desaparició de la itinerància entre tots dos països en telefonia o els importants descomptes en el cost de l'energia de Rússia a Belarús per formar part de la unió.
Tots dos són aliats i formen part de l'Organització del Tractat de Seguretat Col·lectiva (OTSC).
Encara que només esta format inicialment per Rússia i Belarús, està obert a la unió d'altres països, en son membres observadors Abkhàzia, Ossètia del Sud, i van mostrar interès Transnistria o Nova Rússia.

## Formació i primers anys
La formació de la Unió va començar amb la signatura del Tractat d'Amistat, Bon Veïnatge i Cooperació entre tots dos Estats al febrer de 1995. Aquest primer pas aviat va ser superat per la signatura d'un nou tractat que per primera vegada establia uns òrgans comuns: el tractat per a la formació d'una comunitat entre la Federació Russa i la República de Belarús el 2 d'abril de 1996.
El 2 d'abril de 1997, a Moscou els presidents de Belarús i de Rússia van signar el Tractat de la Unió, des d'aquell llavors el 2 d'abril se celebra com el dia de la unitat de tots dos pobles. El 23 de maig es va signar la Carta de la Unió, conforme amb aquesta, l'any 1997 van ser creats el Consell Suprem i el Comitè executiu de la Unió. L'Assemblea Parlamentària de la Comunitat es va convertir en l'Assemblea Parlamentària de la Unió de Belarús i Rússia.
Entre els anys 1997 i 1998, té lloc la formació dels òrgans executius de la Unió, del pressupost comú, es duu a terme l'elaboració i aplicació dels primers programes conjunts, es van formar els Comitès Fronterer i Duaner, o el Comitè de Seguretat. Al gener de 1998, va ser signat el Tractat de la conjunta Organització de Radiotelevisió de la Unió de Belarús i Rússia. El 25 de desembre, els presidents van signar la Declaració sobre la contínua unitat de Belarús i Rússia, el Tractat d'igualtat dels drets dels ciutadans i l'Acord de la creació de les condicions iguals per als subjectes d'economia.
En 1999, la llavors República Federal de Iugoslàvia es va unir a l'organització en qualitat de membre observador. El 8 de desembre a Moscou es va celebrar la signatura del Tractat de la creació de l'Estat de la Unió i va ser aprovat el Programa de l'Acció per a aplicar les disposicions del Tractat. Yeltsin, davant els temors de reviure la guerra freda va declarar: «l'Estat aliat no està dirigit contra ningú, ni tan sols contra Clinton». Lukashenko va dir que el pacte no serà executiu fins «almenys cinc o fins i tot deu anys».
El 26 de gener de 2000, els parlaments dels dos països van ratificar el Tractat i aquest va entrar en vigor.
El llavors president kazakh, Nursultan Nazarbàiev, havia presentat una proposta similar el 1994, que preveia la fundació d'una unió eurasiàtica, però aquesta proposta no es va adoptar fins al 29 de maig de 2014 amb la formació de la Unió Econòmica Eurasiàtica, rebutjant alhora formar part finalment de l'Estat.

## Estructura de l'Estat

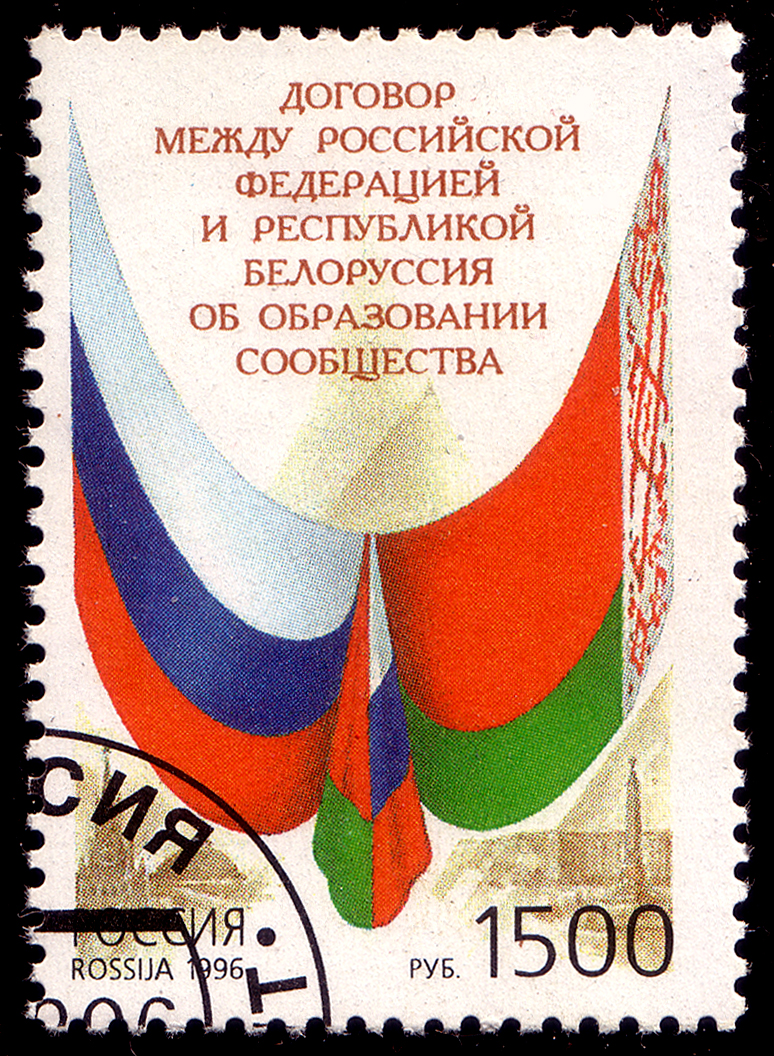
Segell de Rússia de 1996 en honor al tractat sobre l'establiment de la Unió el 2 d'abril del mateix any.

Conforme amb el Tractat, crea un marc legal com a acte constitucional i estableix les institucions següents 
- Consell Suprem de l'Estat
- Consell de Ministres
- Parlament de la Unió
- Tribunal de la Unió
- Cambra de Comptabilitat

En els marcs de l'Estat de la Unió s'han creat i estan funcionant també els Comitès Fronterer i Duaner, la Comissió sobre hidrometeorología i supervisió de la contaminació del medi ambient, la Comissió per a la regularització aranzelària i no aranzelària, i l'Organització de Radiotelevisió de l'Estat de la Unió. Aquests es componen dels òrgans representatius republicans i federals de la gestió estatal de Belarús i Rússia i de tant en tant es reuneixen en les sessions per a examinar i tractar les qüestions de les branques corresponents.
En altres esferes el treball s'efectua a través dels col·legis conjunts dels ministeris i institucions de Belarús i Rússia amb les qüestions plantejades en les sessions del Consell de Ministres i el Consell Suprem Estatal de l'Estat de la Unió.
L'òrgan suprem de l'Estat de la Unió és el Consell Suprem Estatal. En les sessions del Consell Suprem Estatal de l'Estat de la Unió participen el President del Consell de Ministres, els Presidents de Cambres del Parlament i el President del Tribunal de l'Estat de la Unió. Pavel Borodin va ser el primer secretari d'estat de la Unió. Va ser nomenat per primera vegada pel Consell Suprem d'Estat el 26 de gener de 2000 per a un mandat de quatre anys. El 2004 i el 2008 el seu mandat va ser renovat per quatre anys més, deixant el càrrec el 2011. Des de llavors, el càrrec ha estat ocupat per Grigory Rapota .

## La moneda comuna
Aleksandr Lukashenko per primera vegada va anunciar les perspectives de la introducció de la moneda única l'1 de gener de 2004, però els plans van ser suspesos per a l'any vinent. El 2 de febrer de 2006 en roda de premsa a Minsk el director del Banc Nacional de la República de Belarús, Petr Prokopovich, va declarar que la moneda s'introduiria l'any 2007, la qual cosa tampoc va passar.
Lukashenko va indicar el 2019 que hauria de ser el ruble, però no el rus ni el belarús, sinó un de nou encuny. La raó principal després del retard en la seva introducció són les discrepàncies quant a la transició a la nova moneda. Belarús insisteix que li indemnitzin pel rebuig a la seva actual moneda nacional i vol tenir dret a emetre la nova.

## Perspectives

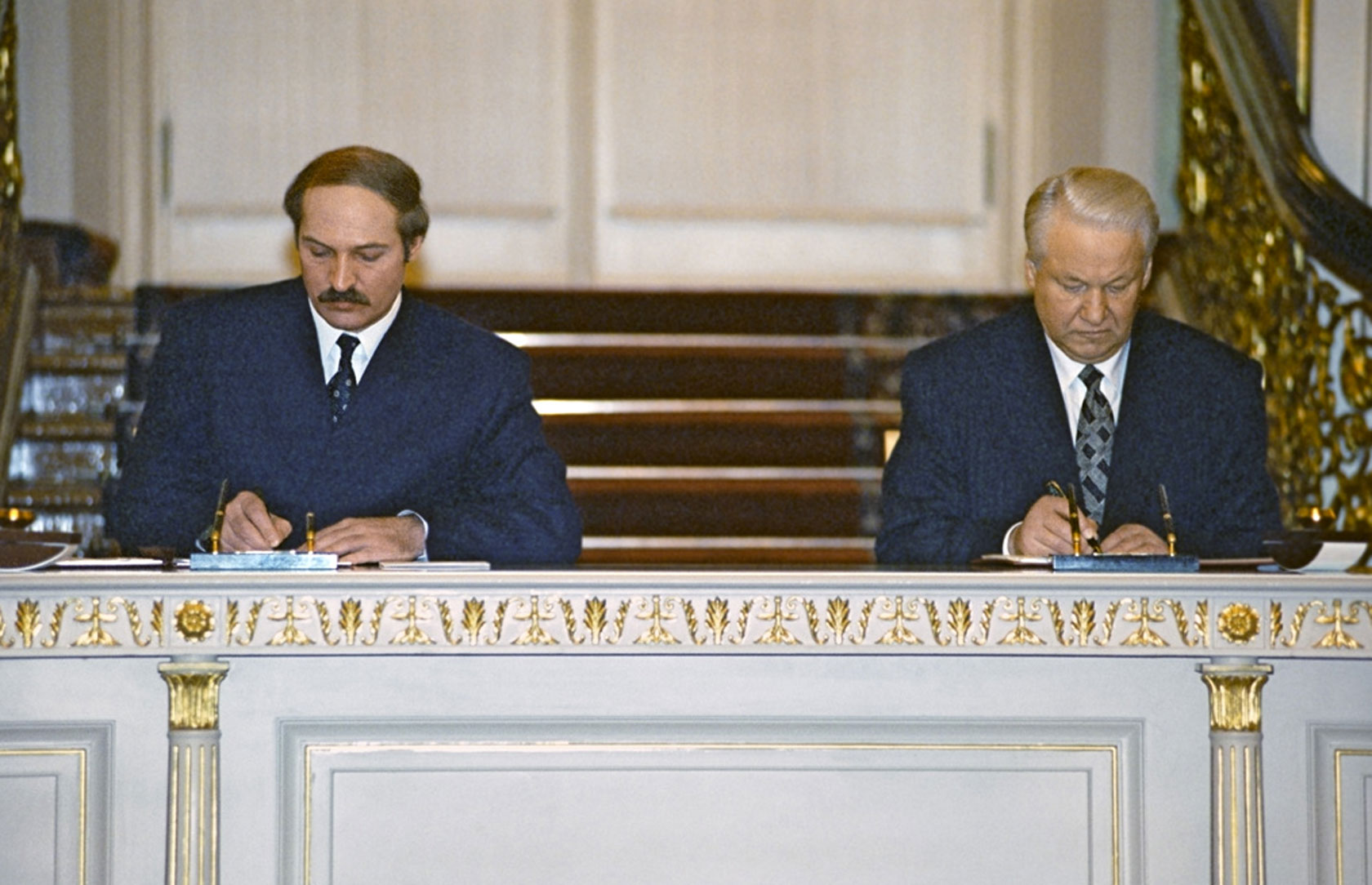
El 2 d'abril de 1997, a Moscou els presidents de Belarús i de Rússia van signar el Tractat.

La idea de crear la Unió pertanyia inicialment al president de Belarús, Aleksandr Lukashenko, qui fins i tot podia comptar amb opcions per a aconseguir la presidència de la confederació davant un afeblit Yeltsin. Però amb l'arribada al poder de Putin tot va canviar. A la fi de 2006, a la llum de l'augment notable per Rússia dels preus de gas per a Belarús, el president Lukashenko es va mostrar decebut. Al gener de 2007 va declarar: «Ens estan demanant que formem part de Rússia… no vull enterrar la sobirania i independència de la meva Belarús».
No obstant això en els anys 2007 i 2008 el procés de la integració es va intensificar. Els presidents de Belarús i Rússia van examinar possibles lleis o actes constitucionals, delegació dels poders de la Unió i creació dels òrgans supranacionals, i l'elecció del president de la Unió, qui segons la propostes de membres de la Duma, hauria de ser Putin. Des del maig de 2008 fins al juliol de 2012, Putin va encapçalar el Consell de Ministres de l'Estat de la Unió.
No obstant això, per discrepàncies econòmiques i polítiques el procés de la integració es va aturar de facto. A més, l'actitud cap a la unió a Belarús va canviar pels nous sentiments nacionalistes després de la caiguda de la Unió Soviètica. En aquest període, l'enquesta de l'institut sociològic de les recerques estratègiques de Belarús a Minsk mostrava en 2016 la importància de la independència per als belarussos: mentre en 2009, un còmode 42% donava suport a una unió amb Rússia, a la fi de 2014, en canvi, es declarava en contra fins a un 54% dels enquestats, només 20,4% estaven a favor de la integració i 24,7% es va abstenir. L'obstacle principal per a Belarús és la preocupació dels belarussos de perdre la seva independència.
L'any 2011 el projecte «es moria» per les diferències estratègiques en els interessos de dos països. No obstant això, el millorament notable de les relacions entre els dos països el 2011 a poc a poc retorna la idea de la Unió al seu anterior nivell. Però existeix l'opinió, que Belarús està interessada en el projecte només per la seva difícil situació econòmica.
El 2020 durant la crisi de govern de Lukashenko, es van anunciar noves reunions per a continuar i millorar la integració entre Rússia i Belarús. El 26 de gener de 2021, el primer ministre de Belarús, Roman Golovchenko, va realitzar una visita de treball a Moscou. Els caps de govern dels dos països van discutir qüestions relacionades amb la lluita contra la infecció per coronavirus i també van intercanviar punts de vista sobre àrees d'actualitat de la cooperació comercial i econòmica rus-belarussa. Els països mantenen contactes actius entre les cancelleries, es duu a terme un diàleg constant a través dels ministeris i departaments pertinents.
El 2022 es va crear una agrupació militar conjunta entre Rússia i Belarús per a defensar les seves fronteres.